# Dorimcheon (metropolitana di Seul)
Dorimcheon (도림천역 - 道林川驛, Dorimcheon-nyeok ) è una stazione della metropolitana di Seul servita dalla diramazione Sinjeong diretta a Kkachisan della linea 2 della metropolitana di Seul. La stazione si trova nel quartiere di Guro-gu, nella parte sud-ovest di Seul.

## Linee
Seoul Metro
● Diramazione Sinjeong (linea 2) (Codice: 234-1)

## Struttura
La stazione è realizzata in sotterranea, e conta due marciapiedi laterali e due binari passanti.
| Dir. Sindorim  | ● Linea 2 dir. Sinjeong | per Sindorim  |
| Dir. Kkachisan | ● Linea 2 dir. Sinjeong | per Kkachisan |

## Stazioni adiacenti
| «                            | Servizio                     | »                            |
| Linea 2 Diramazione Sinjeong | Linea 2 Diramazione Sinjeong | Linea 2 Diramazione Sinjeong |
| ---------------------------- | ---------------------------- | ---------------------------- |
| Sindorim                     | -                            | Yangcheon-gucheong           |